# MachineGames
MachineGames Sweden AB je švédské vývojářské studio sídlící v Uppsale. Založilo jej v roce 2009 sedm bývalých zaměstnanců společnosti Starbreeze Studios, a to včetně jejího zakladatele Magnuse Högdahla. Po neúspěšném předložení svých herních nápadů několika vydavatelům se studio MachineGames v červenci 2010 dohodlo se společností Bethesda Softworks, že vyvine nový díl série Wolfenstein. V listopadu jej odkoupila mateřská společnost Bethesdy, ZeniMax Media. V rámci série Wolfenstein vyvinulo studio tituly The New Order (2014), The Old Blood (2015), The New Colossus (2017), Youngblood (2019) a Cyberpilot (2019). Dále vyvinulo hru Indiana Jones and the Great Circle (2024) a vyvíjí třetí díl Wolfensteina.

## Historie
Zakladatelé studia MachineGames, jimiž jsou Kjell Emanuelsson, Jerk Gustafsson, Magnus Högdahl, Jim Kjellin, Fredrik Ljungdahl, Jens Matthies a Michael Wynne, dříve pracovali ve švédské videoherní společnosti Starbreeze Studios, kterou Högdahl rovněž založil. V polovině roku 2009, kdy tým pracoval na hře Syndicate, se studio Starbreeze rozrostlo na více než 100 zaměstnanců a sedmičlenný tým se rozhodl začít nanovo. Všech sedm ze studia odešlo a založilo MachineGames ve švédské Uppsale. Zvažovali též, že jej pojmenují „Tungsten“. Matthies se stal kreativním ředitelem nově vzniklého studia, zatímco Gustafsson se stal jeho výkonným ředitelem a vedoucím producentem. Högdahl a Wynne krátce poté z osobních důvodů odešli. První rok a půl tým z MachineGames hledal nové herní nápady a následně je předkládal různým vydavatelům, včetně společnosti Bethesda Softworks, přičemž všechny byly odmítnuty. Protože týmu docházely finanční prostředky, uvažovali jeho členové buď o prodeji svých domů, aby mohli studio dále financovat, nebo o jeho úplném uzavření.
Zhruba v té době koupila mateřská společnost Bethesdy, ZeniMax Media, vývojářské studio id Software a získala práva na jeho sérii Wolfenstein. Po této akvizici nabídla Bethesda studiu MachineGames práci na jednom ze svých duševních vlastnictví. Když se Matthies dozvěděl, že v té době nikdo hru na téma Wolfensteinu nevyvíjí, požádal společnost, aby ji vyvinulo MachineGames. Matthies, Gustafsson a další zaměstnanci MachineGames navštívili v červenci 2010 pobočku id Softwaru ve městě Mesquite v Texasu, aby o této možnosti jednali. Id Software bylo ohromeno prací týmu ve studiu Starbreeze a pouze jej požádalo, aby při vývoji použil jejich engine id Tech 5. Do listopadu byly všechny potřebné dokumenty pro vývoj hry Wolfenstein ve studiu MachineGames vyřízeny. Studio se též stalo dceřinou společností ZeniMaxu, aby pokračovalo ve vývoji hry, jež byla později představena pod názvem Wolfenstein: The New Order. Po této akvizici se MachineGames krátce přejmenovalo na ZeniMax Sweden AB. Později se název vrátil na MachineGames Sweden AB. Po akvizici začalo studio taktéž najímat nové zaměstnance; podle Gustafssona pocházelo v té době přibližně 70 % zaměstnanců ze studia Starbreeze.
Studio MachineGames vyvinulo hru Wolfenstein: The New Order (2014) a její prequel Wolfenstein: The Old Blood (2015). V červnu 2016 vydalo bezplatnou epizodu pro hru Quake z roku 1996 od id Softwaru na oslavu jejího dvacátého výročí. Na veletrhu Electronic Entertainment Expo bylo v roce 2017 oznámeno pokračování hry The New Order s názvem Wolfenstein II: The New Colossus, které bylo vydáno 27. října 2017 pro Microsoft Windows, PlayStation 4 a Xbox One. Studio dále vyvinulo hry Wolfenstein: Youngblood, pokračování The New Colossus se zaměřením na kooperativní hraní, a Wolfenstein: Cyberpilot, hru pro virtuální realitu; obě hry vyšly v roce 2019.
Společnost ZeniMax Media byla v březnu 2021 koupena Microsoftem a stala se součástí Xbox Game Studios. Třetí díl ze série Wolfenstein je ve vývoji přinejmenším od září 2018. Studio MachineGames v lednu 2021 oznámilo, že vyvíjí hru na motivy filmů Indiana Jones, která byla v lednu 2024 představena pod názvem Indiana Jones and the Great Circle. V listopadu 2023 studio oznámilo plány na otevření pobočky ve švédském městě Sundsvall; plně obsazena by měla být v roce 2025.

## Vyvinuté tituly
| Rok  | Název                              | Platformy                                                                                   | Zdroje        |
| ---- | ---------------------------------- | ------------------------------------------------------------------------------------------- | ------------- |
| 2014 | Wolfenstein: The New Order         | Microsoft Windows, PlayStation 3, PlayStation 4, Xbox 360, Xbox One                         |               |
| 2015 | Wolfenstein: The Old Blood         | Microsoft Windows, PlayStation 4, Xbox One                                                  |               |
| 2016 | Quake: Dimension of the Past       | Microsoft Windows, Nintendo Switch, PlayStation 4, PlayStation 5, Xbox One, Xbox Series X/S |               |
| 2017 | Wolfenstein II: The New Colossus   | Microsoft Windows, Nintendo Switch, PlayStation 4, Xbox One                                 |               |
| 2019 | Wolfenstein: Youngblood            | Microsoft Windows, Nintendo Switch, PlayStation 4, Stadia, Xbox One                         |               |
| 2019 | Wolfenstein: Cyberpilot            | Microsoft Windows, PlayStation 4                                                            |               |
| 2021 | Quake: Dimension of the Machine    | Microsoft Windows, Nintendo Switch, PlayStation 4, PlayStation 5, Xbox One, Xbox Series X/S | [ 16 ] [ 17 ] |
| 2024 | Indiana Jones and the Great Circle | Microsoft Windows, Xbox Series X/S, PlayStation 5                                           | [ 18 ]        |
| tba  | Wolfenstein III                    | bude oznámeno                                                                               | [ 12 ]        |